# Astrocaryum alatum
Astrocaryum alatum es una especie de planta de la familia de las arecáceas. 

## Descripción
Tiene tallos solitarios, con troncos que alcanzan los 4–6 m de altura y 20–30 cm de diámetro, generalmente inermes excepto por las bases espinosas y persistentes de la hojas, entrenudos densamente armados con aguijones grandes, negros, hasta 25 cm de largo. Las hojas de 9–15, 6–7 m de largo, ampliamente patentes; pinnas unas 100 a cada lado, más o menos arregladas regularmente y patentes en el mismo plano, segmentos terminales confluentes a bífidos. Inflorescencias con pedúnculo de 150 cm de largo, blanco-lepidoto, bráctea peduncular de 200 cm de largo; flores estaminadas de 5–6 mm de largo; flores pistiladas de 15 mm de largo, corola urceolada. Frutos subglobosos a ovoides, de 6–7 cm de largo y 4–5 cm de diámetro, de color café-amarillos, laxamente cubiertos de espinas negras.

## Distribución y hábitat
Es común en bosques alterados, pastizales o bosques maduros. Se distribuyen por la zona atlántica de Nicaragua, Honduras a Colombia a una altitud de 15–400 metros. Su floración se produce durante todo el año.

## Taxonomía
Astrocaryum alatum  fue descrita por H.F.Loomis y publicado en Journal of the Washington Academy of Sciences 29(4): 142–146, f. 1–2. 1939.
Etimología
Astrocaryum: nombre genérico  que deriva del griego astron = "estrella", y karion = "nuez", en referencia al patrón en forma de estrella de las fibras alrededor de los poros del endocarpio.
alatum: epíteto latino que significa "con alas".
Sinonimia
- Hexopetion alatum (H.F. Loomis) F. Kahn & Pintaud	[5]